# دوري كرة القدم النرويجي الدرجة الأولى 1981
دوري كرة القدم النرويجي الدرجة الأولى 1981 (بالنرويجية: 2. divisjon fotball for menn 1981)‏ هو الموسم 33 من الدوري النرويجي الدرجة الأولى. أشرف على تنظيمه اتحاد النرويج لكرة القدم، وكان عدد الأندية المشاركة فيه 24، وفاز فيه نادي ميوندالن.